# Voo Voepass 2283
O voo Voepass 2283 (IATA: 2Z2283 ICAO: PTB 2283, Callsign: PASSAREDO 2283) foi um voo doméstico regular operado pela Voepass Linhas Aéreas (antiga Passaredo), que sofreu um acidente fatal no dia 9 de agosto de 2024.
A aeronave modelo ATR-72 500, de matrícula PS-VPB, fazia o trajeto entre o Aeroporto Regional do Oeste, em Cascavel, Paraná, e o Aeroporto Internacional de São Paulo-Guarulhos, em São Paulo, quando perdeu sustentação e caiu no município de Vinhedo, às 13h22 (UTC−3), matando as 62 pessoas que estavam a bordo, dos quais 58 eram passageiros e quatro tripulantes.
É o acidente aéreo mais grave em solo brasileiro desde o Voo TAM 3054, em julho de 2007, e o sexto pior acidente da história da aviação no país. Também foi o primeiro acidente aéreo da Voepass e o primeiro acidente fatal envolvendo um ATR-72 no Brasil.
As investigações para apurar as causas foram iniciadas de imediato e estão em curso, sem prazo para conclusão, no entanto, a Força Aérea Brasileira (FAB) informou que o relatório final será divulgado no menor tempo possível.

## Contexto

### Aeronave

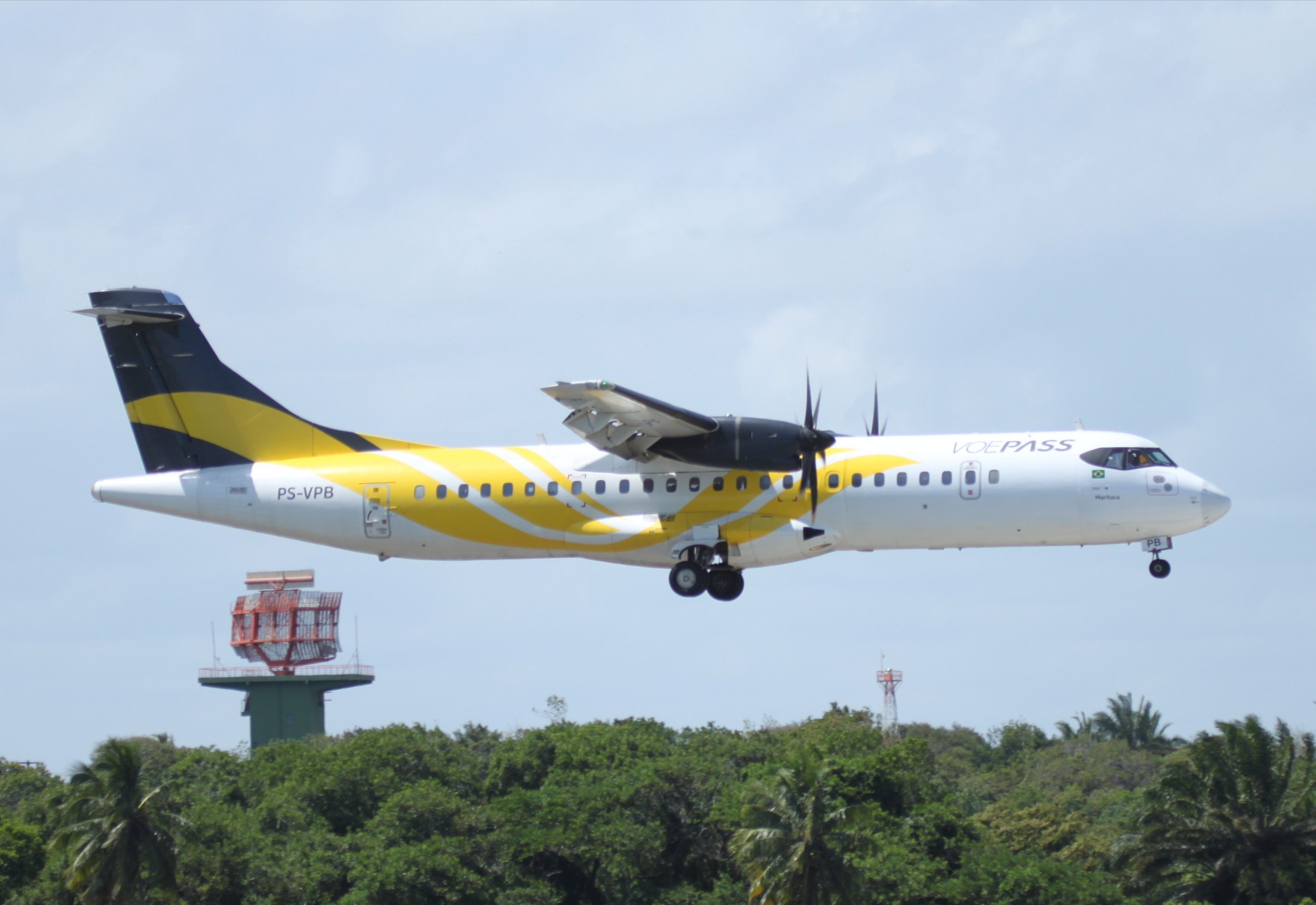
PS-VPB, ATR-72 envolvido no acidente, em Salvador, novembro de 2023.

A aeronave envolvida no acidente era um ATR-72 500, número de série 908, capacidade para 74 passageiros e quatro tripulantes, fabricada em 2010 pela Avions de Transport Régional (ATR) e entregue para Wilmington Company, com sede em Delaware, nos Estados Unidos, que a arrendou para a empresa de baixo custo Belle Air Europe, da Itália, subsidiária da empresa Belle Air, que encerrou suas atividades em 2013, por problemas financeiros. Em 2014 foi arrendada para a Pelita Air Service, da Indonésia, onde operou por oito anos antes de ser arrendada para a Voepass, em setembro de 2022, para um contrato de 63 meses
De acordo com a empresa e a Agência Nacional de Aviação Civil (ANAC), a aeronave se encontrava em condição regular para operar, com a manutenção em dia e com os sistemas operantes no momento da decolagem.

## Acidente
O Voo 2283 da Voepass Linhas Aéreas partiu às 11h58 (UTC−3) do Aeroporto Regional do Oeste, em Cascavel, no Paraná, com destino ao Aeroporto Internacional de São Paulo-Guarulhos, no estado de São Paulo. A bordo estavam 58 passageiros e quatro tripulantes. Pelo menos dez pessoas perderam o voo por terem confundido a companhia aérea ou se atrasado antes do embarque.
A aeronave caiu por volta de 13h22 (UTC−3) no condomínio residencial Recanto Florido, no bairro Capela, no município de Vinhedo, estado de São Paulo. Uma equipe do SERIPA IV (órgão regional do CENIPA) iniciou as investigações.
O canal de notícias GloboNews transmitiu um vídeo do avião em queda, descendo em espiral em uma orientação vertical – movimento conhecido no jargão aeronáutico como parafuso chato. A rede também transmitiu imagens da área do acidente, que mostravam uma grande quantidade de fogo e fumaça se espalhando a partir da fuselagem do avião.

### Vítimas
O piloto em comando do voo era o capitão Danilo Santos Romano, de 35 anos de idade, e o copiloto era o primeiro oficial Humberto de Campos Alencar e Silva, de 61 anos. As comissárias de bordo eram Débora Soper Ávila e Rubia Silva de Lima, de 28 de 41 anos, respectivamente. Todos os passageiros e tripulantes eram brasileiros, mas três tinham dupla cidadania com a Venezuela e um com Portugal. 27 dos passageiros eram moradores do município de Cascavel.
As vítimas incluíam oito médicos, dos quais seis oncologistas que viajavam para uma conferência sobre câncer em São Paulo, quatro professores da Universidade Estadual do Oeste do Paraná e dois funcionários da Universidade Tecnológica Federal do Paraná. Também estavam a bordo duas crianças: um menino de quatro anos e uma menina de três anos. Uma cadela pertencente à família do menino também morreu. Pelo menos dez pessoas com passagem não conseguiram embarcar no voo porque estavam esperando no portão errado.

## Investigação
O Centro de Investigação e Prevenção de Acidentes Aeronáuticos (CENIPA) iniciou uma investigação sobre o acidente. Investigadores do Escritório Francês de Inquérito e Análise para Segurança da Aviação Civil (BEA) e do Conselho Canadense de Segurança nos Transportes (TSB) também se juntaram aos trabalhos, representando o país onde a aeronave e os motores, o ATR-72 e o Pratt & Whitney Canada PW127M, foram fabricados, respectivamente.
O chefe do CENIPA, Marcelo Moreno, disse no dia do acidente que os dois gravadores de voo – o gravador de voz da cabine (CVR) e o gravador de dados de voo (FDR) – foram recuperados e estavam em análise.
Os corpos das vítimas foram levados ao Instituto Médico Legal Central, em São Paulo, para os devidos procedimentos. No dia 11 de agosto, foi informado que todos os corpos haviam sido removidos do local do acidente e que os destroços foram entregues ao CENIPA para investigação.
Na sequência inicial ao ocorrido, especialistas em aviação especularam que o acúmulo de gelo poderia ter sido um fator determinante, embora afirmassem que era muito cedo para tirar conclusões. O acidente foi comparado ao do voo 4184 da American Eagle, em 1994, que perdeu o controle depois que a aeronave encontrou condições severas de formação de gelo.
Em 12 de agosto, a Polícia Técnico-Científica de São Paulo afirmou que as vítimas da queda do avião em Vinhedo morreram de politraumatismo. A eventual carbonização de alguns corpos em decorrência do incêndio se deu após suas mortes.
Em 20 de agosto, a Câmara dos Deputados criou uma comissão externa para acompanhar as investigações sobre o acidente.

### Relatório preliminar
Em 6 de setembro, o CENIPA divulgou o relatório preliminar contendo os dados coletados sobre o acidente. Antes da coletiva de imprensa, as famílias das vítimas foram informadas sobre os achados pelas autoridades.
De acordo com o relatório divulgado pelo tenente-brigadeiro do ar Marcelo Damasceno e pelo investigador-encarregado, tenente-coronel aviador Paulo Mendes Fróes, a aeronave perdeu sustentação e entrou em "parafuso chato". O órgão ressaltou que não houve declaração de emergência.
O relatório preliminar identificou a sequência de eventos do voo Voepass 2283:
- 11:58:05 – aeronave inicia decolagem do Aeroporto Regional do Oeste (SBCA);
- 13:18:47 – aeronave comunicou à torre de aproximação de São Paulo (APP-SP) que estava no ponto ideal de descida;
- 13:19:19 – APP-SP solicitou que a aeronave mantivesse altitude devido a um tráfego, que restringia temporariamente sua descida;
- 13:20:33 – aeronave recebe autorização para entrar na posição SANPA, mantendo a altitude;
- 13:20:50 – aeronave inicia a curva à direita para a proa da posição SANPA;
- 13:20:57 – alerta de STALL é ativado na cabine;
- 13:21:09 – controle da aeronave foi perdido e ela ingressou em uma atitude de voo anormal. Nesse ponto, a aeronave inclinou-se para a esquerda e, posteriormente, à direita. Na sequência, entrou em “parafuso chato” até a colisão contra o solo;
- 13:22:02 – APP-SP faz cinco chamadas para a aeronave, porém não obteve resposta;
- 13:22:20 – momento da colisão contra o solo; gravadores da aeronave ficaram inoperantes;

A FAB informou que o relatório final será divulgado no menor prazo possível. Paralelamente ao relatório final do CENIPA, o Instituto Nacional de Criminalística da Polícia Federal (PF) vai produzir um Laudo de Sinistro Aeronáutico.

## Repercussão

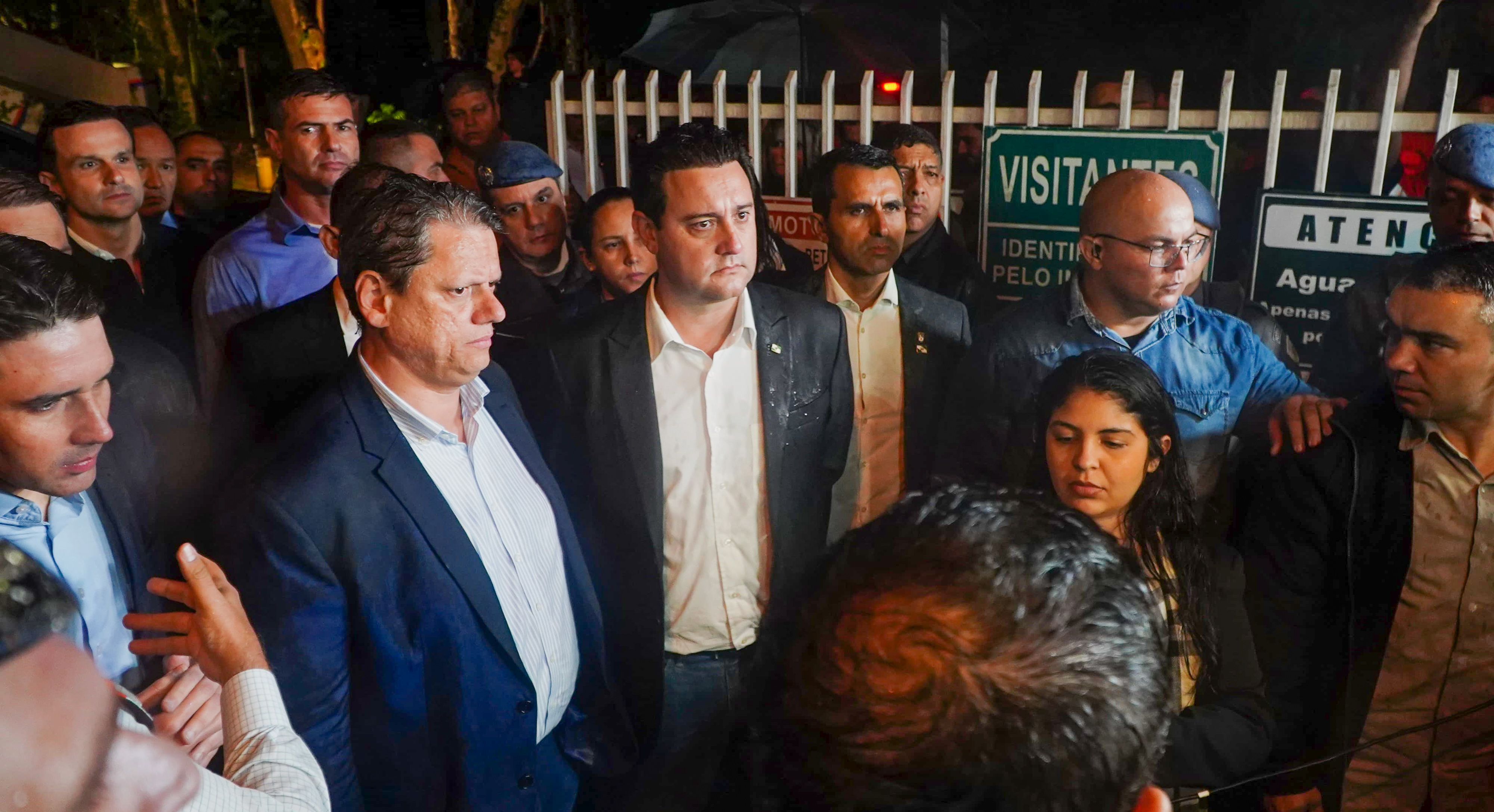
Coletiva de imprensa dos governadores de São Paulo, Tarcísio de Freitas, e do Paraná, Ratinho Junior, em frente ao condomínio onde o avião caiu.

Horas depois da queda da aeronave, a Voepass Linhas Aéreas confirmou a ocorrência do acidente em suas redes sociais por meio de nota, afirmando que todos os passageiros e tripulantes a bordo faleceram na queda. Posteriormente, a empresa lançou em seu website uma página com contatos para a imprensa e para assistência aos familiares, e divulgou a lista de embarque contendo o nome de todos os ocupantes do voo. No mesmo dia a companhia realizou uma coletiva de imprensa em sua sede em Ribeirão Preto, junto a seus representantes, ressaltando a experiência da tripulação na aeronave e como os procedimentos padrões aeronáuticos foram seguidos.
O Presidente da República Luiz Inácio Lula da Silva, que se encontrava num evento no sul do país quando a notícia do acidente foi divulgada, dedicou um minuto de silêncio pelas vítimas que estavam a bordo. Os governadores de São Paulo, Tarcísio de Freitas, e do Paraná, Ratinho Júnior, voltaram de um evento no Espírito Santo para acompanhar os trabalhos das equipes.
As emissoras de televisão aberta e canais de notícias imediatamente alteraram as suas programações regulares para a transmissão de plantões especiais sobre o acidente. No caso da TV Globo, a emissora intercalou as transmissões dos eventos dos Jogos Olímpicos de Verão de 2024 com boletins esporádicos por toda a tarde com atualizações. A tragédia também teve repercussão na mídia internacional.
Devido à gravidade e comoção geradas pelo acidente, foi decretado luto nacional de três dias pela Presidência da República, medida seguida pelos governos dos estados do Paraná e de São Paulo, e pelas prefeituras de Cascavel e Vinhedo, locais de partida e queda da aeronave, respectivamente.
No dia 11 de agosto, o Papa Francisco fez uma prece pelas vítimas do acidente em sua oração dominical do Angelus, no Vaticano.
Em 2 de agosto de 2025, o portal G1, do Grupo Globo, noticiou sobre um suposto ex-funcionário da Voepass ter revelado que uma falha no sistema de degelo foi omitida do diário de bordo técnico (TLB), horas antes da queda do avião.